# Múnicos
Múnicos (en grec antic Μούνιχος) va ser, segons la mitologia grega, un fill de Driant. Va regnar sobre els molossos. Era endeví i un home just.
Casat amb Lelanta, va tenir tres fills, Alcandre, que era millor endeví que el seu pare, Megalètor i Fileu, i una filla, Hiperipa. Tots eren bons i justos, i els déus els afavorien. Un dia, quan eren al camp, uns bandits en una incursió nocturna els van voler agafar. Van córrer cap a casa i van llençar-los diversos objectes per defensar-se. Els lladres van calar foc als edificis. Zeus no va voler que tinguessin una fi tant penosa, ja que agraïa la seva pietat. Els va transformar tots en ocells. Hiperipa, que s'havia escapat i es va refugiar a l'aigua, va ser transformada en gavina. Els altres van alçar el vol entre les flames. Múnicos va ser convertit en aligot i Alcandre en reietó. Megalètor i Fileu, que van fugir del foc i a través d'un mur van marxar de les flames, es van convertir en dos ocells petits: el primer en icnèumon, i Fileu en ocell-gos. La mare va ser convertida en un picot garser.